# زنغير
زنغير (بالإنجليزية: Zengir)‏ هي قرية تقع في أردبيل في إيران. يقدر عدد سكانها بـ 296 نسمة بحسب إحصاء 2016.